# Gäu (Pfalz)
Das Gäu ist ein flaches, von Bachläufen durchzogenes Gebiet in der Vorderpfalz zwischen dem Haardtrand und dem Rhein, genauer zwischen der Deutschen Weinstraße und Harthausen. Im Norden grenzt es an die Stadt Neustadt an der Weinstraße, im Süden an die Verbandsgemeinde Offenbach an der Queich und an die Verbandsgemeinde Lingenfeld.

## Zugehörige Dörfer
Zum Gäu gehören die Dörfer Altdorf, Böbingen, Freimersheim, Gommersheim, Großfischlingen, Kleinfischlingen, Venningen (Verbandsgemeinde Edenkoben), Geinsheim, Duttweiler (Stadt Neustadt an der Weinstraße).
Das Protestantische Pfarramt im Gäu umfasst nur die Dörfer Altdorf, Böbingen, Freimersheim, Großfischlingen, Kleinfischlingen, Venningen und Duttweiler, während das Protestantische Pfarramt Gommersheim das Dorf Freisbach mit zum Gäu zählt.

## Schulen
Gemeinsam für die Gemeinden Altdorf, Böbingen, Freimersheim und Gommersheim gibt es eine Grundschule in Böbingen mit einer Außenstelle in Gommersheim. Die Grundschule für Großfischlingen und Kleinfischlingen befindet sich außerhalb des Gäus in Edesheim, die für Venningen in Edenkoben.
Eine Realschule ist außerhalb des Gäus in Maikammer, ein Gymnasium ebenfalls außerhalb des Gäus in Edenkoben per Bus zu erreichen.

## Wirtschaft, Kultur und Freizeit
Das Gäu ist geprägt durch Weinbau, Landwirtschaft und Tourismus. Im Gäu werden ortsübliche pfälzische Dialekte gesprochen, welche den Dialekten der umliegenden Dörfer und Städte ähneln.

Auch der Kraut-und-Rüben-Radweg führt durch das Gäu.
2016 fand zum 15. Mal der Gäulauf, eine Laufveranstaltung mit Strecken von 350 m, 1000 m, 10 km, Halbmarathon und 7,5 km (Walken) quer durch das Gäu statt.
Das Gäu ist eines der Objekte der Aktion Blau Plus (Gewässerentwicklungsplan des Rheinland-Pfälzischen Ministeriums für Umwelt, Landwirtschaft, Ernährung, Weinbau und Forsten).
Durch das Gäu führte von Anfang des 20. Jahrhunderts bis 1956 eine meterspurige Kleinbahn, genannt Pfefferminzbähnel, die Neustadt an der Weinstraße mit Speyer verband.